# Richard Fester (Historiker)
Richard Fester (* 20. September 1860 in Frankfurt am Main; † 5. Januar 1945 in Garmisch-Partenkirchen) war ein deutscher Historiker.

## Leben
Fester hatte an den Universitäten in München, Berlin und Straßburg studiert. 1886 wurde er dort zum Dr. phil. promoviert. 1893 habilitierte er sich an der Universität München zum Thema Die armierten Stände und die Reichskriegsverfassung 1681–1697 und folgte danach einigen Rufen an verschiedene deutsche Universitäten. 1908 wurde er Ordinarius an der Universität Halle (Saale). In den Jahren 1917 bis 1918 war er Mitglied der nationalistischen Deutschen Vaterlandspartei. 1925 erregte Fester allgemeines Aufsehen durch sein Gutachten im Münchner Dolchstoßprozess, in welchem er die Sozialdemokratie des Vaterlandsverrates bezichtigte. 1926 wurde Fester emeritiert. Seit 1931 war er ordentliches Mitglied der Bayerischen Akademie der Wissenschaften.
In der Zeit des Nationalsozialismus arbeitete er im antisemitischen Reichsinstitut für Geschichte des neuen Deutschlands mit, gehörte dem Sachverständigenbeirat des Instituts an und machte mit antisemitischen Veröffentlichungen von sich reden, beispielsweise mit seiner Schrift Das Judentum als „Ferment der nationalen Dekomposition“ (1940) oder Das Judentum als Zersetzungselement der Völker (1941).
Im Jahr 1938 wurde ihm die Goethe-Medaille für Kunst und Wissenschaft verliehen.

## Nachkriegszeit
Nach dem Ende des Zweiten Weltkriegs wurden 1946 seine in der NS-Zeit entstandenen Schriften Das Judentum als Zersetzungselement der Völker (Hanseatische Verlagsanstalt, Hamburg 1941) und Die politischen Kämpfe um den Frieden 1916–1918 und das Deutschtum (Lehmann, München 1938) in der SBZ in die Liste der auszusondernden Literatur aufgenommen, sowie 1947 Friedrich Wilhelm I., Friedrich der Große und die Anfänge deutscher Staatsgesinnung (Schaffstein, Köln 1942). In der DDR wurde 1953 zusätzlich Die Internationale 1914–1919 (Niemeyer, Halle 1919) in die Liste aufgenommen.

## Werke (Auswahl)
- Die armirten Stande und die Reichskriegsverfassung, 1681–1697, Knauer, Frankfurt am Main 1886.
- Rousseau und die deutsche Geschichtsphilosophie. Ein Beitrag zur Geschichte des deutschen Idealismus, Göschen, Stuttgart 1890.
- Eine vergessene Geschichtsphilosophie. Zur Geschichte des jungen Deutschlands, Verlagsanstalt, Hamburg 1890.
- Regesten der Markgrafen von Baden und Hachberg, 1050–1515. Innsbruck 1892–1915; 1. Band: Markgrafen von Baden 1050–1431, Markgrafen von Hachberg 1218–1428. Innsbruck 1892–1900, online im Münchener Digitalisierungszentrum.
- Markgraf Bernhard I. und die Anfänge des badischen Territorialstaates, Braun, Karlsruhe 1896.
- Machiavelli, Frommann, Stuttgart 1900.
- Die Bayreuther Schwester Friedrichs des Großen. Ein biographischer Versuch, 1902.
- Der Universitäts-Bereiser Friedrich Gedike und sein Bericht an Friedrich Wilhelm II., 1905.
- Franken und die Kreisverfassung. Stürtz, Würzburg 1906.
- Briefe, Aktenstücke und Regesten zur Geschichte der Hohenzollernschen Thronkandidatur in Spanien. Heft 1: Bis zum 6. Juli 1870 (Gramonts Erklärung). Heft 2: Die Emser Verhandlungen und die Nachspiele der Kandidatur. Teubner, Leipzig 1913.
- Die Genesis der Emser Depesche. Paetel, Berlin 1915.
- Die Weltlage und die päpstliche Friedensnote, in: Magdeburgische Zeitung, Nr. 618, 21. August 1917, S. 1 f.
- Die Politik der Reichstagsmehrheit. Hendel, Halle a. S. 1917.
- Die Weltlage am Schlusse des dritten Kriegsjahres. Hendel, Halle a. S. 1917.
- Der Machtwille und die Weltlage. Ein in der Versammlung der Deutschen Vaterlands-Partei in Magdeburg und Bernburg am 18. und 19. Februar 1918 gehaltener öffentlicher Vortrag. Deutsche Vaterlands-Partei, Berlin 1918.
- Die Wandlungen der belgischen Frage. Niemeyer, Halle a. S. 1918.
- Das Selbstbestimmungsrecht und der deutsche Einheitsstaat, Paetel, Berlin 1919.
- Die Internationale 1914–1919. Niemeyer, Halle a. S. 1919.
- Die Politik Kaiser Karls und der Wendepunkt des Weltkrieges. Lehmanns, München 1925.
- Friedrich der Große: Briefe und Schriften. Ausgewählt, eingeleitet und erläutert. 2 Bände. Bibliographisches Institut, Leipzig 1927.
- Friedrich Wilhelm I., Friedrich der Große und die Anfänge deutscher Staatsgesinnung, Schaffstein, Köln 1934.
- Die Instruktionen Friedrichs des Großen für seine Generale von 1747. E.G. Mittler & Sohn, Berlin 1936.
- Die politischen Kämpfe um den Frieden 1916–1918 und das Deutschtum. Lehmanns, München 1938.
- Das Judentum als Zersetzungselement der Völker. Weltgeschichtliche Betrachtungen. Hanseatische Verlagsanstalt, Hamburg 1941.